# لانشتاين
لان‌اشتاين (بالألمانية: Lahnstein) هي و بلدة ألمانية تقع في ألمانيا في منطقة الراين لان. يقدر عدد سكانها بـ 18,301 نسمة .

## المدن التوأمة
مدن فينس، الألب الجبلية و واهيغويا هي مدن توأمة لـلان‌اشتاين.

## أعلام
- مانويل كاويرز
- دانيال بار
- والتر بنز